# 异丙洛尔
异丙洛尔是一种含氮有机化合物，化学式C
18H
23NO
6，能作为β受体阻滞剂，从未上市销售。